# Cetopangasius chaetobranchus
Cetopangasius chaetobranchus là một loài cá tra tuyệt chủng của họ Pangasiidae. Loài cá này là một động vật hồ thế Miocene từ nơi ngày nay là Ban Nong Pia, tỉnh Phetchabun của Thái Lan.